# Dekanat środkowopowołżański
Dekanat środkowopowołżański (ros. Деканат Средне-Поволжский) – rzymskokatolicki dekanat diecezji św. Klemensa w Saratowie, w Rosji. W jego skład wchodzi 12 parafii.
Dekanat obejmuje:
- obwód biełgorodzki – 1 parafia
- Republikę Mordowii – 0 parafii
- obwód penzeński – 1 parafia
- obwód samarski – 4 parafie
- obwód saratowski – 3 parafie
- obwód tambowski – 1 parafia
- obwód uljanowski – 1 parafia
- obwód woroneski – 1 parafia

## Parafie dekanatu
- Biełgorod – parafia śś. Apostołów Piotra i Pawła
- Marks – parafia Chrystusa Króla
- Otradnyj – parafia Wniebowzięcia Najświętszej Maryi Panny
- Penza – parafia Niepokalanego Poczęcia Najświętszej Maryi Panny
- Samara – parafia Najświętszego Serca Pana Jezusa
- Saratów – parafia św. Klemensa I (parafia katedralna)
- Stepnoje – parafia Matki Bożej Nieustającej Pomocy (obsługiwana przez księży z parafii Chrystusa Króla w Marksie)
- Syzrań – parafia Świętych Cherubinów i Serafinów (obsługiwana przez księży z parafii Podwyższenia Krzyża Świętego w Uljanowsku)
- Tambow – parafia Podwyższenia Krzyża Świętego
- Togliatti – parafia Matki Bożej Fatimskiej
- Uljanowsk – parafia Podwyższenia Krzyża Świętego
- Woroneż – parafia Najświętszej Maryi Panny Wspomożycielki Wiernych